# Lamippe anthoptili
Lamippe anthoptili is een eenoogkreeftjessoort uit de familie van de Lamippidae. De wetenschappelijke naam van de soort is voor het eerst geldig gepubliceerd in 1904 door Jungersen.